# Bawai
Bawai – wieś w Indiach, w stanie Uttarakhand. W 2011 roku liczyła 1285 mieszkańców.